# هری دنیس
هری دنیس (هلندی: Harry Dénis; ۲۸ اوت ۱۸۹۶ – ۱۳ ژوئیهٔ ۱۹۷۱) بازیکن فوتبال اهل هلند بود.
وی همچنین در تیم ملی فوتبال هلند بازی کرده‌است.